# Fokker F.XXII
Il Fokker F.XXII, indicato anche come Fokker F.22, fu un aereo di linea quadrimotore monoplano ad ala alta, sviluppato dall'azienda aeronautica olandese Fokker nei primi anni trenta. Fu l'ultimo modello di aereo commerciale realizzato dall'azienda olandese prima dell'inizio della seconda guerra mondiale.
Benché indicato con il numero 22, fu introdotto dopo il più grande Fokker F.XXXVI, modello che aveva interrotto la tradizionale sequenza numerica adottata dall'azienda, del quale fu sostanzialmente una variante a dimensioni ridotte.

## Storia del progetto
Nei primi anni trenta la necessità di soddisfare un'esigenza di trasporto a lungo raggio con un velivolo ad elevata capacità di passeggeri da parte della compagnia aerea di bandiera olandese, la KLM, aveva generato lo sviluppo del quadrimotore F.XXXVI da 32 posti a sedere. Durante la costruzione del modello, del quale sarà costruito un solo esemplare, la compagnia aerea svedese AB Aerotransport dimostrò interesse per il progetto, ritenendolo tuttavia troppo grande per le proprie esigenze.
Di conseguenza, allo scopo di ottenere un contratto di fornitura Anthony Fokker, titolare dell'azienda aeronautica che portava il suo nome, decise di pianificare lo sviluppo di un modello adatto allo scopo, indirizzando il suo ufficio tecnico ad un disegno che riproponesse l'impostazione del F.XXXVI, tuttavia con dimensioni ridotte e uno scompartimento passeggeri a soli 22 posti a sedere, più adatto alle rotte europee operate dall'azienda svedese. Questo diede l'opportunità di proporre il modello anche a Albert Plesman, il proprietario della KLM, che nello stesso periodo stava valutando l'acquisto di una variante quadrimotore del precedente Fokker F.XVIII, dato che lo sviluppo di quest'ultimo sarebbe stato più costoso che non un progetto che potesse soddisfare entrambe le compagnie.

## Utilizzatori

### Civili
Paesi Bassi
- KLM

 Regno Unito
- British American Air Service
- Scottish Aviation

 Svezia
- AB Aerotransport

### Militari
Regno Unito
- Royal Air Force
  - No. 24 Squadron RAF